# Ramón Saizarbitoria

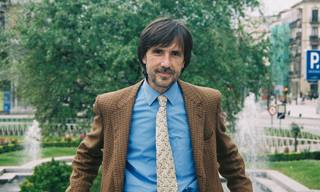
Ramón Saizarbitoria.

Ramon Saizarbitoria (Sant Sebastià, 21 d'abril de 1944) és un escriptor en llengua basca. Llicenciat en Sociologia i director del Centre de Documentació i Estudis Sociològics SIIS, ha publicat nombrosos llibres en el camp dels serveis socials. El 1967 va crear l'editorial LUR juntament amb altres escriptors, i en la dècada dels 70 va crear la revista literària Oh Euzkadi. Ha treballat principalment la novel·la, però també ha escrit assaig i poesia. És un dels autors més importants de la literatura en euskera. És considerat, al costat de 'Txillardegi', com renovador de la novel·la basca. Ha publicat la majoria dels seus treballs a l'editorial Erein. El 1985 el director Alfonso Ungría va dur al cinema el llibre "Ehun metro".

### Novel·la
- "Egunero hasten delako" ("Perquè comença cada dia") (1969).
- "Ehun metro" ("Cent Metres") (1976).
- "Ene Jesus" ("Jesús meu") (1982), Premi de la Crítica de narrativa basca.
- "Hamaika pauso" ("Els passos incomptables") (1995). Premi de la Crítica de narrativa basca
- "Bihotz bi. Gerrako kronikak" ("Dos cors. Crònica de guerra") (1996). Premi de la crítica.
- "Gorde nazazu lurpean" ("Guarda'm sota terra") (2000). Premi de la Crítica de narrativa basca i Euskadi Saria en 2001.
- "Gudari zaharraren gerra galdua" ("La guerra perduda dels vells soldats") (2000).
- "Rossetti-ren obsesioa" ("L'obsessió de Rossetti") (2001)
- "Bi bihotz, hilobi bat" ("Dos cors, una tomba") (2001).
- "Kandinskiren tradizioa" ("La tradició de Kandinski") (2003).
- "Martutene" (2012) Premi de la Crítica de narrativa basca i Premi Euskadi 2013

### Assaig
- "Mendebaleko ekonomiaren història; Merkantilismotik 1914-era art" ("Història de l'economia d'Occident; del Mercantilisme a 1914") (1970).
- "Aberriaren alde (eta kontra)" ("A favor -i en contra- de la pàtria") (1999).

### Poesia
- "Poesia banatua" ("Poesia repartida") (1969).